# Lá (thơ Văn Cao)
Lá là tiêu đề tập thơ duy nhất được xuất bản của nhà thơ Văn Cao lúc ông còn sống. Tập thơ do Nhà xuất bản Tác phẩm Mới ấn hành năm 1988. Theo một số nguồn tin về sự nghiệp của Văn Cao thì ba người bạn văn nghệ gần gũi với ông là Nguyễn Thụy Kha, Nguyễn Trọng Tạo và Thanh Thảo được Văn Cao ủy quyền biên tập tập thơ của ông trước khi cho xuất bản. Đây có thể xem là tác phẩm đánh dấu sự trở lại của tên tuổi Văn Cao trong ký ức chung của giới hoạt động văn nghệ Việt Nam sau khoảng thời gian 30 năm (1956-1986) kể từ khi ông bị vướng vào sự kiện Nhân văn - Giai phẩm. Về nhiều mặt, có thể coi tập thơ Lá là bản minh họa, triển khai sơ lược tư tưởng và nghệ thuật thơ của ông sau bài viết mang tính chất tuyên ngôn Một vài ý nghĩ về thơ được Văn Cao viết năm 1957.
NỘI DUNG:
Thời gian qua kẽ tay.
Làm khô những chiếc lá.
Kỉ niệm trong tôi
Rơi
như tiếng sỏi
trong lòng giếng cạn.
Riêng những câu thơ
còn xanh
Riêng những bài hát
còn xanh
Và đôi mắt em
như hai giếng nước.